# Dark Matter (serie televisiva 2024)
Dark Matter è una serie televisiva statunitense ideata da Blake Crouch, basata sul suo romanzo omonimo del 2016. La prima stagione ha debuttato su Apple TV+ l'8 maggio 2024 con i primi due episodi, seguiti da un episodio a settimana per un totale di nove. Nell'agosto 2024, la serie è stata rinnovata per una seconda stagione.

## Trama
La vita di un fisico di Chicago viene sconvolta quando si ritrova in una versione alternativa della propria realtà. Mentre cerca di capire come è arrivato lì, deve lottare per tornare a casa e proteggere la sua famiglia da una minaccia inaspettata: se stesso.

## Episodi
| Stagione       | Episodi | Pubblicazione |
| -------------- | ------- | ------------- |
| Prima stagione | 9       | 2024          |

## Personaggi e interpreti
- Jason Dessen, interpretato da Joel Edgerton, doppiato da Simone D'Andrea.
Fisico che viaggia, suo malgrado, tra realtà parallele dopo essere stato rapito dalla sua controparte (Jason #02).
- Daniela Dessen, interpretata da Jennifer Connelly, doppiata da Barbara De Bortoli.
Moglie di Jason.
- Amanda Lucas, interpretata da Alice Braga, doppiata da Chiara Gioncardi.
Fidanzata e compagna di Jason #02 che cerca di aiutare Jason #01 a ritrovare la strada di casa.
- Charlie Dessen, interpretato da Oakes Fegley, doppiato da Giulio Bartolomei.
Figlio di Jason e Daniela.
- Ryan Holder, interpretato da Jimmi Simpson, doppiato da Stefano Crescentini.
- Leighton Vance, interpretato da Dayo Okeniyi, doppiato da Raffaele Carpentieri.

## Produzione
Nel dicembre 2020, Apple TV+ ha annunciato l'inizio dello sviluppo di un adattamento televisivo del romanzo di Blake Crouch, con lo stesso Crouch come showrunner e sceneggiatore principale. Nel marzo 2022, Apple ha dato il via libera alla produzione, ordinando 9 episodi e scegliendo Joel Edgerton come protagonista. Louis Leterrier è stato scelto come regista dei primi quattro episodi. Successivamente, nel settembre 2022, il cast si è arricchito con l'aggiunta di Jennifer Connelly, Alice Braga, Jimmi Simpson, Oakes Fegley e Dayo Okeniyi. La serie è disponibile in streaming su Apple TV+ dall'8 maggio 2024.
Le riprese della serie sono iniziate a Chicago il 4 ottobre 2022.

## Accoglienza
Dark Matter ha ricevuto recensioni generalmente positive dalla critica. Su Rotten Tomatoes, la serie ha attualmente un indice di gradimento dell'81%, con una valutazione media di 6,9/10 basata su 59 recensioni. Il sito Metacritic, che utilizza invece una media ponderata, ha assegnato alla serie un punteggio di 64 su 100 basato su 22 recensioni.